# Bilel Ben Hassine
Pour les articles homonymes, voir Hassine.
Bilel Ben Hassine, né le 22 juin 1983 à Kélibia, est un joueur tunisien de volley-ball. Il mesure 1,95 m et joue au poste de central.
Il prend part aux Jeux olympiques d'été de 2012 avec l'équipe de Tunisie.

## Palmarès

### Équipe nationale
- Jeux olympiques
  - 11e aux Jeux olympiques de 2012 ( Royaume-Uni)
- Championnat d'Afrique (0)
  -  Finaliste en 2005 ( Égypte)
  -  Troisième en 2011 ( Maroc)
  -  Finaliste en 2013 ( Tunisie)
- Jeux méditerranéens
  -  Médaille d'argent aux Jeux méditerranéens de 2013 ( Turquie)
- Championnat arabe (1)
  -  Vainqueur en 2012 ( Bahreïn)

### Autres
- Vainqueur du Tournoi international de Rashed en 2012[1] ( Émirats arabes unis)
- Vainqueur de la coupe du président Noursoultan Nazarbaïev en 2012 ( Kazakhstan)
- 4e aux Jeux méditerranéens de 2009 ( Italie)

### Clubs
- Championnat d'Afrique des clubs (2)
  -  Vainqueur en 2014 ( Tunisie)
  -  Vainqueur en 2013 ( Libye)
  -  Troisième en 2010 ( Tunisie)
- Championnat arabe des clubs champions (3)
  -  Vainqueur en 2008 ( Libye)
  -  Vainqueur en 2013 ( Liban)
  -  Vainqueur en 2014 ( Tunisie)
  -  Finaliste en 2011 ( Arabie saoudite)
- Championnat de Tunisie (4)
  -  Vainqueur en 2009, 2013, 2015 et 2016
- Coupe de Tunisie (4)
  -  Vainqueur en 2009, 2012, 2013, 2014 et 2017

### Autres
- Vainqueur du Tournoi international de Bani Yas en 2011 ( Émirats arabes unis)